# سن-نوربر-دارتاباسکا، کبک
سن-نوربر-دارتاباسکا (به فرانسوی: Saint-Norbert-d'Arthabaska) شهری در منطقه شهری آرتاباسکا ناحیه سانتر-دو-کبک در استان کبک کانادا است. در سرشماری سال ۲۰۱۱ این شهر ۸۹۲ نفر جمعیت داشته‌است و مساحت آن ۱۱۳٫۶۶ کیلومتر مربع است.